# Al-Mamun
Abu al-Abbas Abdallah ibn Harun al-Rashid (arabisk: أبو العباس عبد الله بن هارون الرشيد [Abū al-ʿAbbās ʿAbd Allāh ibn Hārūn ar-Rashīd]; september 786 – 9. august 833), bedre kendt under det navn, han anvendte som kalif, al-Ma'mun eller al-Mamun (arabisk: المأمون), var den syvende abbasidiske kalif, der regerede fra 813 til sin død i 833. Han efterfulgte sin halvbror al-Amin efter en borgerkrig, hvor sammenhængen i det abbasidiske kalifat blev svækket af oprør og fremkomsten af en række lokale stormænd; meget af hans regeringstid blev brugt på pacificeringskampagner. Veluddannet og med stor interesse for lærdom fremmede al-Ma'mun oversættelser af videnskabelige skrifter fra bl.a. persisk og græsk og var dermed en hovedmand bag den storhedstid for litteratur, teologi, filosofi og naturvidenskab, der er kendt som den islamiske guldalder med bl.a. opførelsen af Visdommens hus i Bagdad. Han er også kendt for at understøtte læren om mutazilismen, for den inkvisitionslignende institution mihna og for genoptagelsen af krigsførelse i stor stil mod det byzantinske rige.

## Fødsel og uddannelse
Abdallah, den fremtidige kalif al-Ma'mun, blev født i Bagdad natten mellem den 13. og 14. september 786 som søn af Harun al-Rashid og dennes konkubine Marajil fra Badghis. Den samme nat, som senere blev kendt som "de tre kaliffers nat", døde hans onkel al-Hadi og blev efterfulgt af Ma'muns far, Harun al-Rashid, som hersker for abbaside-kalifatet. Marajil døde kort efter Abdallahs fødsel, og han blev opfostret af Harun al-Rashids kone, Zubayda, selv af højbåren abbaside-afstamning som barnebarn af kalif al-Mansur (754-775). Som ung prins modtog Abdallah en grundig uddannelse: al-Kisa'i underviste ham i klassisk arabisk, Abu Muhammad al-Yazidi i adab, og han modtog undervisning i musik og poesi. Han blev uddannet i fiqh af al-Hasan al-Lu'lu'i, og udmærkede sig særlig i Hanafi-skolen, og i hadithen, hvor han selv blev en aktiv overleverer. Ifølge M. Rekaya "blev han kendetegnet ved sin kærlighed til viden, som gjorde ham til den mest intellektuelle kalif blandt abbasiderne, hvilket kendetegner hele den måde, hvorpå hans kalifat udviklede sig".

## Udnævnelse som efterfølger og hersker af Khurasan
Selvom Abdallah var den ældste af Haruns sønner, udnævnte Harun i 794 den næstældste Muhammad, født i april 787 som søn af Zubayda, til sin arving. Dette var resultatet af pres fra familien overfor kaliffen og afspejlede Muhammads højere fødsel, da begge hans forældre nedstammede fra det abbasidiske dynasti; faktisk forblev han den eneste abbasidiske kalif, der kunne hævde en sådan afstamning. Muhammad modtog troskabseden (bay'ah) under navnet al-Amin ("Den troværdige"), først i Khurasan af sin værge, barmakiden al-Fadl ibn Yahya og senere i Bagdad. Abdallah blev først anerkendt som nr. to i arvefølgen, efter at han kom i puberteten i 799 under navnet al-Ma'mun ("Den pålidelige"), med en anden barmakid, Ja'far Ibn Yahya, som sin værge. Samtidig blev en tredje arving, al-Qasim, navngivet al-Mu'tamin, udnævnt med Abd al-Malik ibn Salih som værge.
Disse ordninger blev bekræftet og offentligt proklameret i 802, da Harun og de mest magtfulde embedsmænd fra den abbasidiske regering foretog pilgrimsrejse til Mekka. Al-Amin ville efterfølge Harun i Bagdad, men al-Ma'mun ville forblive al-Amins arving og ville desuden regere over et udvidet Khurasan. Dette var en aftale af særlig betydning, da Khurasan var udgangspunktet for den abbasidiske revolution, der bragte abbasiderne til magten, og fastholdt en privilegeret position blandt kalifatets provinser. Desuden var det abbasidiske dynasti stærkt afhængigt af folk fra Khurasan som militære ledere og administratorer. Mange af den oprindelige Khurasani-arabiske hær (Khurasaniyya), der kom vestpå med abbasiderne, fik ejendomme i Irak og den nye abbasidiske hovedstad Bagdad og blev en elitegruppe kendt som abna'al-dawla ("statens/dynastiets sønner"). Denne store tilstedeværelse af et iransk element i de højeste kredse i den abbasidiske stat, med barmakid-familien som dens mest fremtrædende repræsentanter, var bestemt en faktor i udnævnelsen af al-Ma'mun, der var forbundet gennem sin mor med de østlige iranske provinser, som arving og guvernør for Khurasan. Aftalens bestemmelser, som blev registreret i detaljer af historikeren al-Tabari, gjorde al-Mamuns Khurasani til et vicekongedømme med omfattende autonomi. Moderne historikere mener imidlertid, at beretningerne herom kan være blevet forvrænget af senere apologeter for al-Ma'mun i dennes favør. Haruns tredje arving, al-Mu'tamin, fik ansvar for grænseregionerne mod det byzantinske imperium i øvre Mesopotamien og Syrien.
Meget hurtigt fik den latente rivalisering mellem de to brødre vigtige konsekvenser: næsten umiddelbart efter at hoffet vendte tilbage til Bagdad i januar 803, blev den abbasidiske elite rystet af barmakide-familiens abrupte fald fra magten. På den ene side kan denne beslutning afspejle den kendsgerning, at barmakiderne var blevet for magtfulde for kaliffens smag, men dens timing tyder på, at den også var knyttet til arvefølgespørgsmålet: Da al-Amin havde støtte fra abna'en og al-Ma'mun fra barmakiderne, og de to lejre blev mere fremmedgjorte for hver dag, måtte barmakidernes magt blive brudt, hvis al-Amin skulle have en chance for at få og fastholde magten.
Al-Fadl ibn Sahl, en person fra Kufah af iransk oprindelse, hvis far var konverteret til islam og gået i barmakidernes tjeneste, erstattede Ja'far Ibn Yahya som al-Ma'muns lærer. I 806 blev han også al-Ma'muns sekretær (katib), en udnævnelse, der markerede ham som hovedkandidat til vesiratet, hvis al-Ma'mun skulle få tronen. I 804 giftede al-Ma'mun sig med sin kusine, Umm Isa, en datter af kalifen al-Hadi (785-786). Parret fik to sønner, Muhammad al-Asghar og Abdallah.

## Abbaside-borgerkrig
I 802 bestemte Harun al-Rashid, far til al-Ma'mūn og al-Amin, at al-Amin skulle efterfølge ham, og al-Ma'mun tjene som guvernør for Khurasan og som kalif efter al-Amins død. I de sidste dage i Haruns liv blev hans helbred svækket. Han så i en drøm Musa ibn Jafar sidde i et kammer og bede og græde, hvilket gjorde Harun opmærksom på, hvor hårdt han havde kæmpet for at etablere sit eget kalifat. Han kendte begge sine sønners personligheder og besluttede, at for det abbasidiske dynastis skyld skulle al-Ma'mūn være kalif efter hans død, og betroede dette til en gruppe af sine hoffolk. En af disse, Fadl ibn Rabi, fulgte ikke Haruns sidste ønsker og overbeviste mange i islams lande om, at Haruns ønsker ikke var blevet ændret. Senere fandt tre andre hofmænd fra Harun, som havde svoret loyalitet over for Harun ved at støtte al-Ma'mūn, nemlig Isa Jarudi, Abu Yunus og Ibn Abi Umran, huller i Fadls argumenter, og Fadl indrømmede, at Harun havde udnævnt al-Ma'mūn til sin efterfølger, men argumenterede for, at Harun ikke havde været ved sine fulde fem, og at hans beslutning derfor ikke skulle respekteres. Al-Ma'mūn var angiveligt den ældste af de to brødre, men hans mor var en persisk kvinde, mens al-Amins mor var medlem af den regerende Abbaside-familie. Efter al-Rashids død i 809 forværredes forholdet mellem de to brødre. Som svar på al-Ma'muns bevægelser mod uafhængighed erklærede al-Amin sin egen søn Musa som sin arving. Denne krænkelse af al-Rashids testamente førte til en kamp om arvefølgen. Al-Amin samlede en massiv hær i Bagdad med 'Isa ibn Mahan i spidsen i 811 og invaderede Khorasan, men al-Mamuns general Tahir ibn al-Husayn (d. 822) ødelagde hæren og invaderede Irak og belejrede Bagdad i 812. I 813 faldt Bagdad, al-Amin blev halshugget, og al-Ma'mūn blev den ubestridte kalif.

## Al-Ma'muns regeringstid
Al-Ma'mun udførte på Mesopotamiens sletter to astronomiske operationer beregnet til at bestemme værdien af en terrestrisk grad. Krateret Almanon på månen er navngivet som en anerkendelse af hans bidrag til astronomien.
Al-Ma'muns eftermæle som administrator er også præget af hans indsats for at centralisere magten og sikre arvefølgen. Bayt al-Hikma, eller Visdommens hus, blev etableret i hans regeringstid. Ulamaen opstod som en reel styrke i islamisk politik under al-Ma'muns regeringstid for at modsætte sig mihnaen, som blev indledt i 833, fire måneder før han døde.
'Mihnaen' kan sammenlignes med den europæiske inkvisition i den forstand, at den involverede fængsel, en religiøs test og en loyalitetsed. Personerne, der blev underkastet mihnaen, var traditionelle lærde, hvis samfundsmæssige indflydelse var meget stor. Al-Ma'mun indførte mihnaen med den hensigt at centralisere den religiøse magt i kalifatet og afprøve sine undersåtters loyalitet. Mihnaen skulle gennemføres af eliter, lærde, dommere og andre embedsmænd, og bestod af en række spørgsmål vedrørende teologi og tro. Det centrale spørgsmål handlede om koranenes skabelse. Hvis den adspurgte svarede, at han troede på, at Koranen var blevet skabt, snarere end at være evigt eksisterende på linje med Gud, var han fri til at forlade prøven og fortsætte sit erhverv.
Kontroversen over mihnaen blev forværret af al-Ma'muns sympati for Mu'tazili-teologien og andre kontroversielle synspunkter. Mu'tazili-teologien var dybt påvirket af aristoteliske tanker og den græske rationalisme, og mente, at spørgsmål om tro og praksis skulle afgøres ved ræsonnering. Dette var modsat den traditionelle og bogstavtro opfattelse hos Ahmad ibn Hanbal og andre, hvorefter alt, hvad en troende behøvede at vide om tro og praksis, stod skrevet ordret i Koranen og Hadithen. Desuden udtalte Mu'tazilierne, at Koranen var blevet skabt snarere end at have eksisteret evigt på linje med Gud, en tro, der blandt andet blev delt af jahmiterne og dele af Shi'aerne, men var modsat den traditionalistiske sunni-opfattelse. Den kendsgerning, at Mu'tazili-skolen havde hentet grundlæggende inspiration fra det antikke hedenske Grækenland, gjorde den yderligere kontroversiel hos mange islamiske gejstlige.
Al-Ma'mun var en pioner indenfor kartografi, idet han bestilte et verdenskort fra en stor gruppe af astronomer og geografer. Kortet kan i dag ses i en encyklopædi i Topkapi Sarai, et museum i Istanbul. Kortet viser store dele af de eurasiske og afrikanske kontinenter med genkendelige kyster og større have. Det skildrer verden som det var kendt for kaptajnerne på de arabiske dhows, der brugte monsunvindene til at handle over store afstande (I det 9. århundrede var arabiske søhandlere nået til Guangzhou, i Kina). Grækernes og romernes kort afslørede et godt kendskab til lukkede hav som Middelhavet, men kun lidt om de store have længere væk.
Selvom al-Mahdi havde bebudet, at kaliffen var islams beskytter mod kætteri, og også havde hævdet evnen til at erklære ortodoksi, mente religiøse lærde i den islamiske verden, at al-Ma'mun havde overskredet sine grænser med mihna. Mihnas straffe blev stadig vanskeligere at håndhæve, da ulema blev mere forenet i deres modstand. Selvom mihnaen fortsatte gennem yderligere to kaliffers regeringstid, opgav al-Mutawakkil den i 848. Mihnas skæbne medførte alvorlige skader for kaliffens myndighed og formindskede institutionens ry for de efterfølgende kaliffer. Kaliffen endte med at miste meget af sin religiøse autoritet til ulema som følge af mihna.
Ulema og de store islamiske lovskoler blev for alvor defineret i al-Ma'muns regeringstid, og parallelt hermed blev sunnismen defineret som en legalistisk religion. Doktrinære forskelle mellem sunni- og shi'a-islam blev mere udtalte. Ibn Hanbal, grundlæggeren af den juridiske skole Hanbali, blev berømt for sin modstand mod mihnaen. Al-Ma'muns opposition imod og beskyttelse af intellektuelle førte til fremkomsten af vigtige dialoger om både sekulære og religiøse anliggender, og Bayt al-Hikma blev et vigtigt center for oversættelse af græske og andre gamle tekster til arabisk. Denne islamiske renæssance ansporede genopdagelsen af hellenismen og sikrede overlevelse af disse tekster til den europæiske renæssance.
Al-Ma'mun var blevet udnævnt til guvernør for Khurasan af Harun, og efter sin tronbestigelse udnævnte kaliffen Tahir som guvernør til tak for hans militære tjenester og for at sikre hans loyalitet. Det var et skridt, som al-Ma'mun snart beklagede, da Tahir og hans familie blev forankret i iransk politik og blev mere og mere magtfulde i staten i modsætning til al-Ma'muns ønske om at centralisere og styrke kaliffens magt. Tahirid-dynastiets stigende magt blev en trussel, da al-Ma'muns egen politik fremmedgjorde dem og hans andre modstandere.
Al-Ma'mun forsøgte at blive skilt fra sin kone under sin regeringstid, idet hun ikke havde født ham nogen børn. Hans kone hyrede en syrisk dommer af sig selv, før al-Ma'mun kunne vælge en; dommeren, som sympatiserede med kaliffens kone, nægtede at give tilladelse til skilsmissen. Efter al-Ma'muns oplevelse blev ingen af de efterfølgende abbasidiske kaliffer gift, men foretrak at finde deres arvinger i haremmet.
Det abbasidiske rige voksede noget under al-Ma'muns regeringstid. Hinduoprør i Sindh blev slået ned, og det meste af Afghanistan blev absorberet, da Kabuls leder overgav sig. Bjergområderne i Iran blev bragt under et strammere greb af den centrale abbasideregering, og det samme var tilfældet med dele af Turkestan.

## Personlige egenskaber
Al-Tabari (v. 32, s. 231) beskriver al-Ma'mun som af gennemsnitshøjde, lys i huden, smuk og med et langt skæg, der mistede sin mørke farve, efterhånden som han aldredes. Han beretter anekdoter om kalifens evne til at tale præcist og veltalende uden forberedelse, hans gavmildhed, hans respekt for Muhammed og religionen, hans sans for mådehold, retfærdighed og hans kærlighed til poesi.
Ibn Abd Rabbih foretager i sit værk Den unikke halskæde (al-'iqd al-Farid), der sandsynligvis bygger på tidligere kilder, en lignende beskrivelse af al-Ma'mun, som han beskrev som lyshudet med svagt blondt hår, et langt tyndt skæg og en smal pande.

## Familie
Al-Ma'mun havde en officiel kone, Umm Isa, en datter af hans onkel al-Hadi (785-786), som han giftede sig med, da han var atten år gammel. De havde to sønner, Muhammad al-Asghar og Abdallah.  Al-Ma'mun havde også mange medhustruer. En af dem, Sundus, fødte ham fem sønner, heriblandt al-Abbas, som blev en højtstående militærkommandant i slutningen af al-Ma'muns regeringstid og en naturlig tronprædendant.

## Død
Al-Ma'mun døde nær Tarsus. Byens store moske indeholder en grav, der siges at være hans. Han blev ikke efterfulgt af sin søn, Al-Abbas ibn al-Ma'mun, men af sin halvbror, al-Mu'tasim.